# Пльонтанізм (срібна монета)
Пльонтанізм (Іван Марчук) — пам'ятна срібна монета номіналом 10 гривень, яка присвячена авторській техніці пльонтанізму українського художника Івана Марчука. Випущена Національним банком України, введена до обігу 23 серпня 2024 року. Монета належить до серії «Українська спадщина».

## Опис монети та характеристики
| Номінал грн. | Метал      | Маса, г | Діаметр, мм | Якість виготовлення       | Гурт                           | Тираж, штук |
| ------------ | ---------- | ------- | ----------- | ------------------------- | ------------------------------ | ----------- |
| 10           | Срібло 925 | 31,10   | 38,60       | спеціальний анциркулейтед | гладкий із заглибленим написом | 7500        |

### Аверс
На аверсі монети в центрі композиції зображено фрагмент картини «Пробудження», створеної Іваном Марчуком у 1992 році. Мотив дизайну — коло, що асоціативно нагадує сонце, символізуючи джерело життя, енергії та розвитку. Під стилізованим колом вертикально розміщено напис УКРАЇНА, а вгорі по центру — малий Державний Герб України. На срібній монеті відсутній логотип Банкнотно-монетного двору Національного банку України.

### Реверс
На реверсі монет зображено фрагмент картини «Пробудження» — образ дівчини з блакитно-жовтою стрічкою на голові. Вона стоїть на тлі квітучого безмежжя рідних просторів, символізуючи пробудження України.

Футляр з пам'ятною срібною монетою «Пльонтанізм (Іван Марчук)»
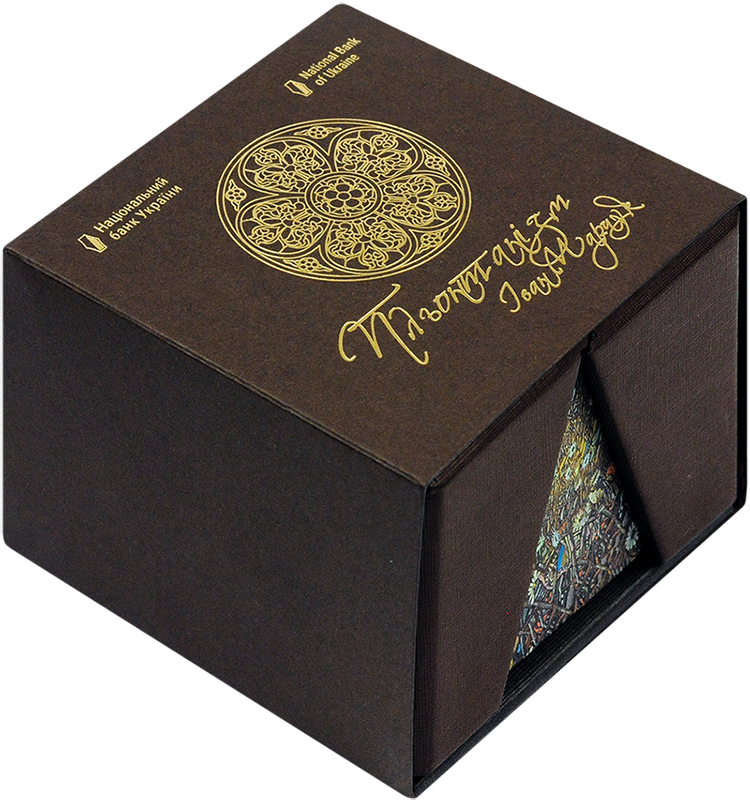
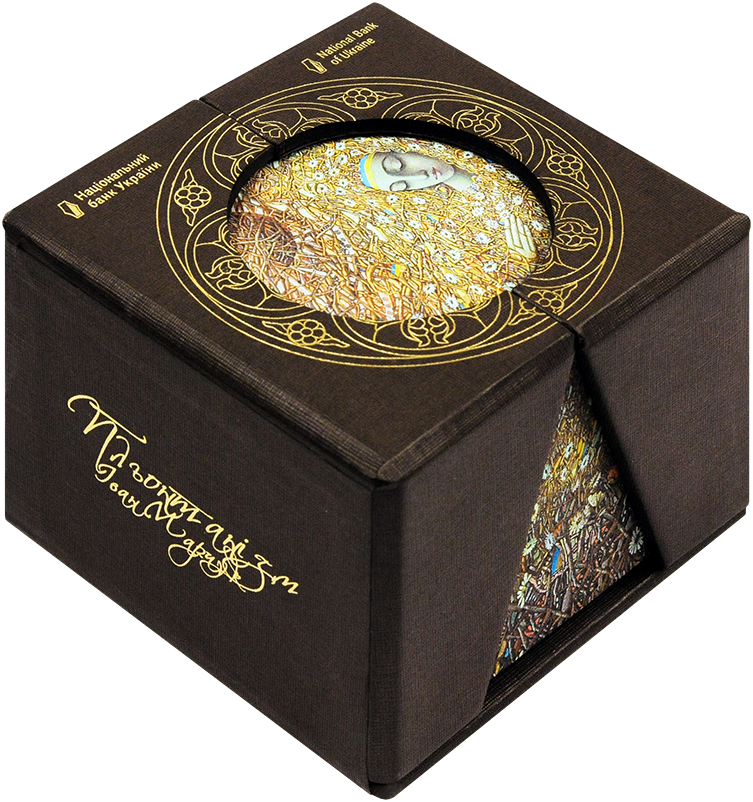
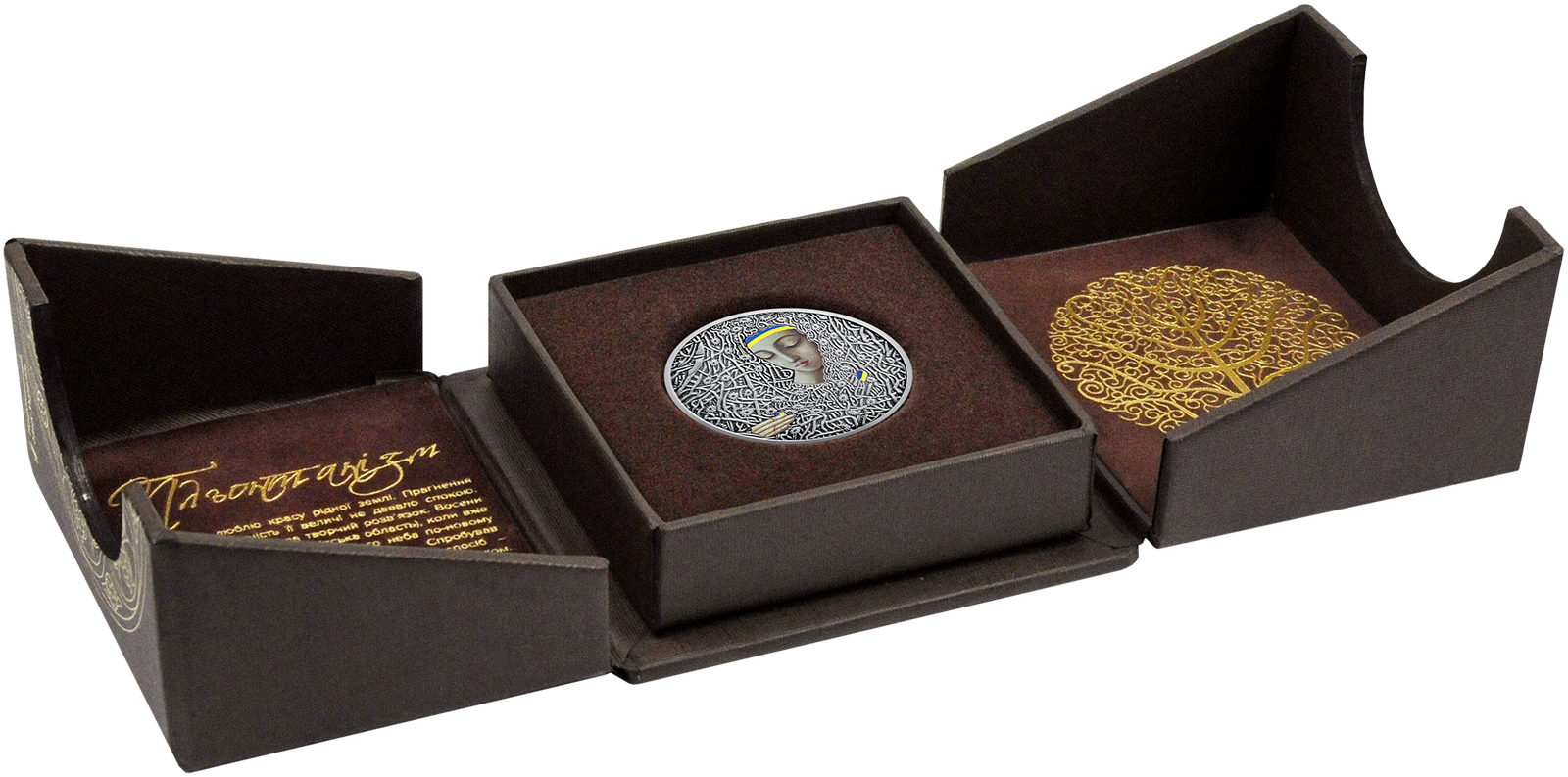
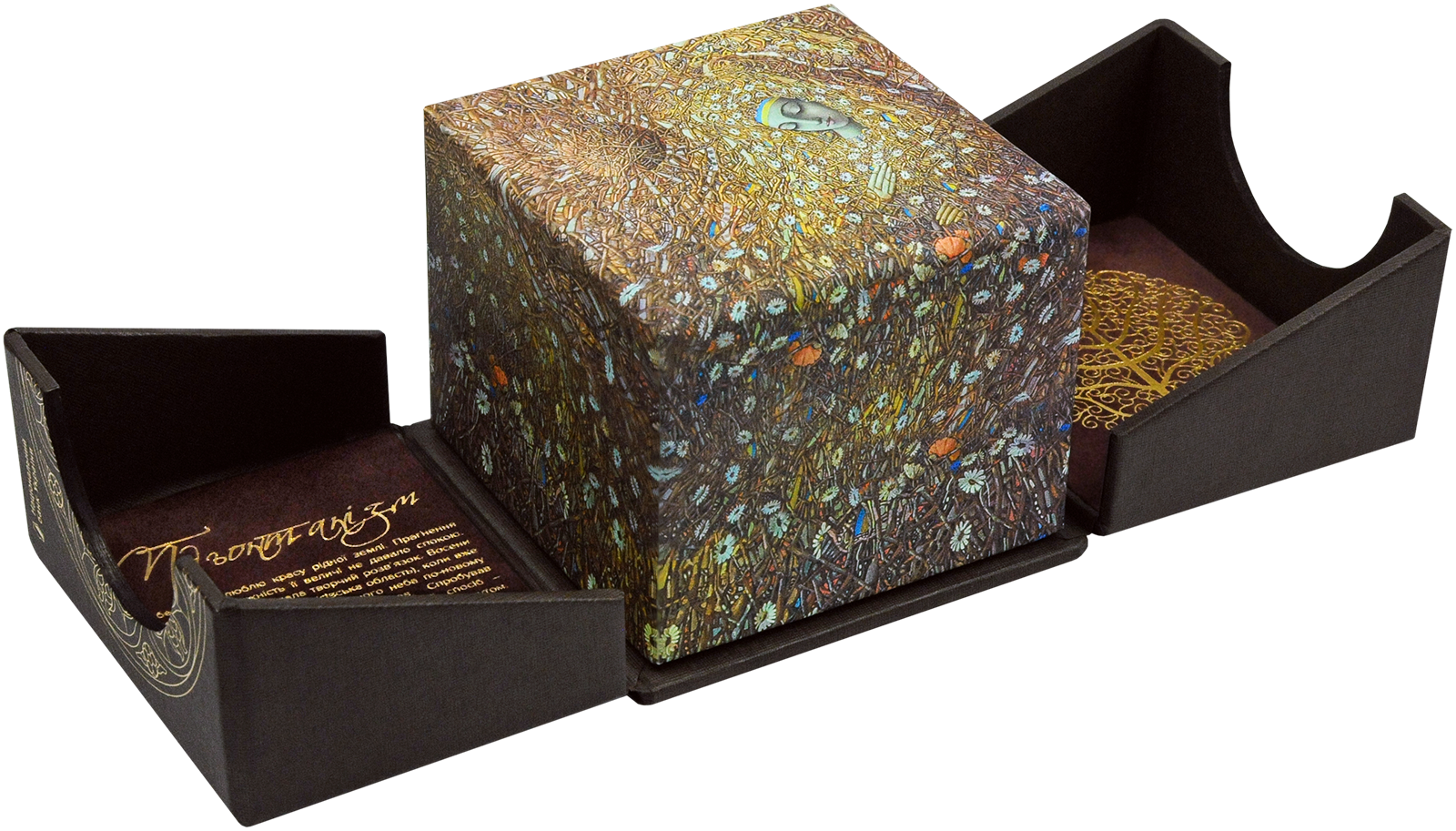

## Автори
- Художник — Іван Марчук.
- Адаптація дизайну — Олександра Кучинська.
- Скульптори — Володимир Атаманчук, Володимир Дем'яненко.

Свій ескіз монети у формі квадрата (номіналом 20 гривень) підготували також художники Олександр і Сергій Харуки. Однак цей дизайн не затвердив НБУ.

## Вартість монети
Під час введення монети в обіг 2025 року Національний банк України реалізовував монету за ціною 5785 гривень.
Фактична приблизна вартість монети, з роками змінювалася так:
| Рік       | 2025  | 2026 | 2027 |
| --------- | ----- | ---- | ---- |
| Ціна, грн | 6 200 |      |      |